# Stora Stavsjön, Halland
Stora Stavsjön är en sjö i Falkenbergs kommun i Halland och ingår i Ätrans huvudavrinningsområde. Sjön har en area på 0,0456 kvadratkilometer och ligger 117,1 meter över havet.

## Delavrinningsområde
Stora Stavsjön ingår i det delavrinningsområde (633462-131022) som SMHI kallar för Vid mätstation Pepparforsen. Medelhöjden är 102 meter över havet och ytan är 17,76 kvadratkilometer. Räknas de 26 avrinningsområdena uppströms in blir den ackumulerade arean 383,07 kvadratkilometer. Högvadsån som avvattnar avrinningsområdet har biflödesordning 2, vilket innebär att vattnet flödar genom totalt 2 vattendrag innan det når havet efter 37 kilometer. Avrinningsområdet består mestadels av skog (77 %) och jordbruk (11 %). Avrinningsområdet har 0,26 kvadratkilometer vattenytor vilket ger det en sjöprocent på 1,4 %. Bebyggelsen i området täcker en yta av 0,25 kvadratkilometer eller 1 % av avrinningsområdet.